# Aglianico
Aglianico je sorta grožđa za koju se vjeruje kako su je donijeli grčki doseljenici u Italiju prija par tisuća godina. Naziv vjerojatno dolazi od riječi Ellenico, što je talijanski za riječ Grk. Dugo vremena je ova sorta zanemarivana, ali to bi se uskoro moglo promijeniti.
Grožđe ove sorte voli toplu do vruće klime, te se počinje sve više saditi u Australiji. 
Vino ove sorte je punog tijela s dosta tanina i visokim kiselinama. Iz tog razloga je povoljno za čuvanje, i nakon samo dvije do tri godine starenja razvija bouqet kave i kože, te se nastavlja razvijati do desete godine. Sa zrelošću vino poprima vrlo tamnu boju.

## Vanjske poveznice
- Mali podrum  Arhivirana inačica izvorne stranice od 28. rujna 2007. (Wayback Machine) - Aglianico; hrvatska vina i proizvođači